# HMAS Pilbara
Le HMAS Pilbara (OPV 205) est le troisième patrouilleur hauturier de classe Arafura, actuellement en construction pour la Royal Australian Navy. Le navire est basé sur le modèle OPV80 de Lürssen et est construit par Lürssen Australia et Civmec Construction au chantier naval de Henderson (Australie-Occidentale). 
Le HMAS Pilbara est le premier des dix navires de patrouille offshore (OPV) qui seront construits en Australie-Occidentale. Il est nommé d’après le Pilbara, une des neuf régions d'Australie-Occidentale, dont le nom vient du mot indigène Bilybara, qui signifie « sec ». La région a été répertoriée pour la première fois en 1861 par l’explorateur anglais Francis Thomas Gregory. Après la découverte d’or en 1885, la colonisation européenne de la région s’est intensifiée,,.

## Construction
Le HMAS Pilbara a été mis en chantier en septembre 2020. La ministre australienne de la Défense, la sénatrice Linda Reynolds, a déclaré que la pose de la quille est une tradition navale importante. Afin de porter chance à la construction et à la vie du navire, une pièce de monnaie a été placée sous la quille,,. La ministre de l’Industrie de la défense, Melissa Price, a déclaré que la pose de la quille était d’une importance particulière pour elle, étant donné que le Pilbara se trouvait dans sa circonscription de Durack.